# Ludwig Munzinger (Kreisdirektor)
Ludwig Munzinger (* 2. Mai 1849 in Pirmasens; † 15. Dezember 1897 in Straßburg im Elsass) war ein deutscher Verwaltungs- und Ministerialbeamter.

## Leben
Ludwig Munzinger studierte Rechtswissenschaften an der Julius-Maximilians-Universität Würzburg, der Ruprecht-Karls-Universität Heidelberg und der Friedrich-Alexander-Universität Erlangen. 1868 wurde er Mitglied des Corps Rhenania Würzburg. 1869 schloss er sich dem Corps Guestphalia Heidelberg an. 1873 trat er dem Corps Rhenania Erlangen und in der Folge dem Corps Franconia Erlangen bei. Nach Abschluss des Studiums trat er in den Verwaltungsdienst des Reichslands Elsaß-Lothringen ein. Von  1890 bis 1891 war er kommissarisch Kreisdirektor des Kreises Weißenburg. Zuletzt bis zu seinem Tod 1897 war er in Straßburg Vortragender Rat des Kaiserlichen Statthalters für Elsaß-Lothringen.
Sein ältester Sohn war der Journalist und erste Herausgeber des Munzinger-Archivs Ludwig Munzinger.

## Auszeichnungen
- Ernennung zum Kaiserlichen Geheimen Regierungsrat[2]